# Onchulus nolli
Onchulus nolli is een rondwormensoort uit de familie van de Onchulidae.